# Вивине (Триль)
Вивине (хорв. Vinine) — населений пункт у Хорватії, у Сплітсько-Далматинській жупанії у складі міста Триль.

## Населення
Населення за даними перепису 2011 року становило 24 осіб.
Динаміка чисельності населення поселення:

## Клімат
Середня річна температура становить 12,67 °C, середня максимальна – 27,18 °C, а середня мінімальна – -2,22 °C. Середня річна кількість опадів – 902 мм.
| Клімат поселення                              | Клімат поселення | Клімат поселення | Клімат поселення | Клімат поселення | Клімат поселення | Клімат поселення | Клімат поселення | Клімат поселення | Клімат поселення | Клімат поселення | Клімат поселення | Клімат поселення | Клімат поселення |
| Показник                                      | Січ.             | Лют.             | Бер.             | Квіт.            | Трав.            | Черв.            | Лип.             | Серп.            | Вер.             | Жовт.            | Лист.            | Груд.            |                  |
| Середній максимум, °C                         | 9,18             | 10,22            | 13,38            | 17,15            | 21,66            | 25,58            | 27,18            | 27,14            | 22,37            | 17,91            | 12,62            | 9,69             |                  |
| Середня температура, °C                       | 3,49             | 4,52             | 7,67             | 11,44            | 15,97            | 19,88            | 22,55            | 22,51            | 17,74            | 13,26            | 7,98             | 5,06             |                  |
| Середній мінімум, °C                          | −2,22            | −1,18            | 1,97             | 5,74             | 10,26            | 14,18            | 17,92            | 17,86            | 13,10            | 8,63             | 3,34             | 0,42             |                  |
| Норма опадів, мм                              | 76               | 66               | 71               | 78               | 62               | 60               | 41               | 55               | 78               | 100              | 116              | 99               |                  |
| Середньомісячна швидкість вітру, м/с          | 2.62             | 2.94             | 3.06             | 2.86             | 2.54             | 2.29             | 2.31             | 2.14             | 2.39             | 2.47             | 2.98             | 2.99             |                  |
| Середньомісячна сонячна радіація, кДж/м²·день | 5511             | 8253             | 11920            | 16144            | 20047            | 22718            | 24410            | 21438            | 15979            | 10450            | 5993             | 4682             |                  |
| --------------------------------------------- | ---------------- | ---------------- | ---------------- | ---------------- | ---------------- | ---------------- | ---------------- | ---------------- | ---------------- | ---------------- | ---------------- | ---------------- | ---------------- |
| Джерело:                                      |                  |                  |                  |                  |                  |                  |                  |                  |                  |                  |                  |                  |                  |